# 纳雷夫市镇
纳雷夫市镇（波蘭語：Gmina Narew）是波兰波德拉谢省的一个乡村型市镇，隶属于哈伊努夫卡县，治所位于同名村庄纳雷夫。总面积为241.79平方千米，截至2019年6月30日总人口为3476人。